# Авганистан на Светском првенству у атлетици на отвореном 2007.
Авганистан је на Светском првенству у атлетици на отвореном 2007. одржаном у Осаки од 25. августа до 2. септембра учествовао трећи пут, односно учествовао је на Светским првенствима 1983. у Хелсинкију и 2003. у Паризу пре овог првенства. Репрезентацију Авганистана представљала су два такмичара (1 мушкарац и 1 жена) који су се такмичили у трци на 100 метара.
На овом првенству такмичари Авганистана нису освојили ниједну медаљу, али оборен је један најбољи лични резултат сезоне.

## Учесници
| Мушкарци: - Waleed Anwari — 100 м | Жене: - Фатима Мохамад — 100 м |

## Резултати

### Мушкарци
| Атлетичар     | Дисциплина | Лични рекорд | Квалификације | Квалификације | Група                | Група                | Полуфинале           | Полуфинале           | Финале               | Финале       | Детаљи |
| Атлетичар     | Дисциплина | Лични рекорд | Резултат      | Место         | Резултат             | Место                | Резултат             | Место                | Резултат             | Место        | Детаљи |
| ------------- | ---------- | ------------ | ------------- | ------------- | -------------------- | -------------------- | -------------------- | -------------------- | -------------------- | ------------ | ------ |
| Waleed Anwari | 100 м      | 11,68        | 11,75 ЛРС     | 8. у гр 5     | Није се квалификовао | Није се квалификовао | Није се квалификовао | Није се квалификовао | Није се квалификовао | 62 / 66 (68) |        |

### Жене
| Атлетичарка    | Дисциплина | Лични рекорд | Квалификације | Квалификације | Четвртфинале          | Четвртфинале          | Полуфинале            | Полуфинале            | Финале                | Финале  | Детаљи |
| Атлетичарка    | Дисциплина | Лични рекорд | Резултат      | Место         | Резултат              | Место                 | Резултат              | Место                 | Резултат              | Место   | Детаљи |
| -------------- | ---------- | ------------ | ------------- | ------------- | --------------------- | --------------------- | --------------------- | --------------------- | --------------------- | ------- | ------ |
| Фатима Мохамад | 100 м      |              | 16,17 ЛР      | 8. у гр. 7    | Није се квалификовала | Није се квалификовала | Није се квалификовала | Није се квалификовала | Није се квалификовала | 69 / 69 |        |